# Kaya Scodelario
Kaya Rose Scodelario-Davis (née Humphrey; sinh ngày 13 tháng 3 năm 1992) là một nữ diễn viên người Anh. Cô nổi tiếng với vai diễn Effy Stonem trong bộ phim truyền hình tuổi teen chiếu trên kênh E4 là Skins (2007-2010; 2012), Catherine Earnshaw trong bộ phim Wuthering Heights (2011) của Andrea Arnold, Teresa Agnes trong Giải mã mê cung (2014) và Giải mã mê cung: Thử nghiệm đất cháy (2015) và Carina Smyth trong Cướp biển vùng Caribbean: Salazar báo thù (2017).

## Sự nghiệp điện ảnh

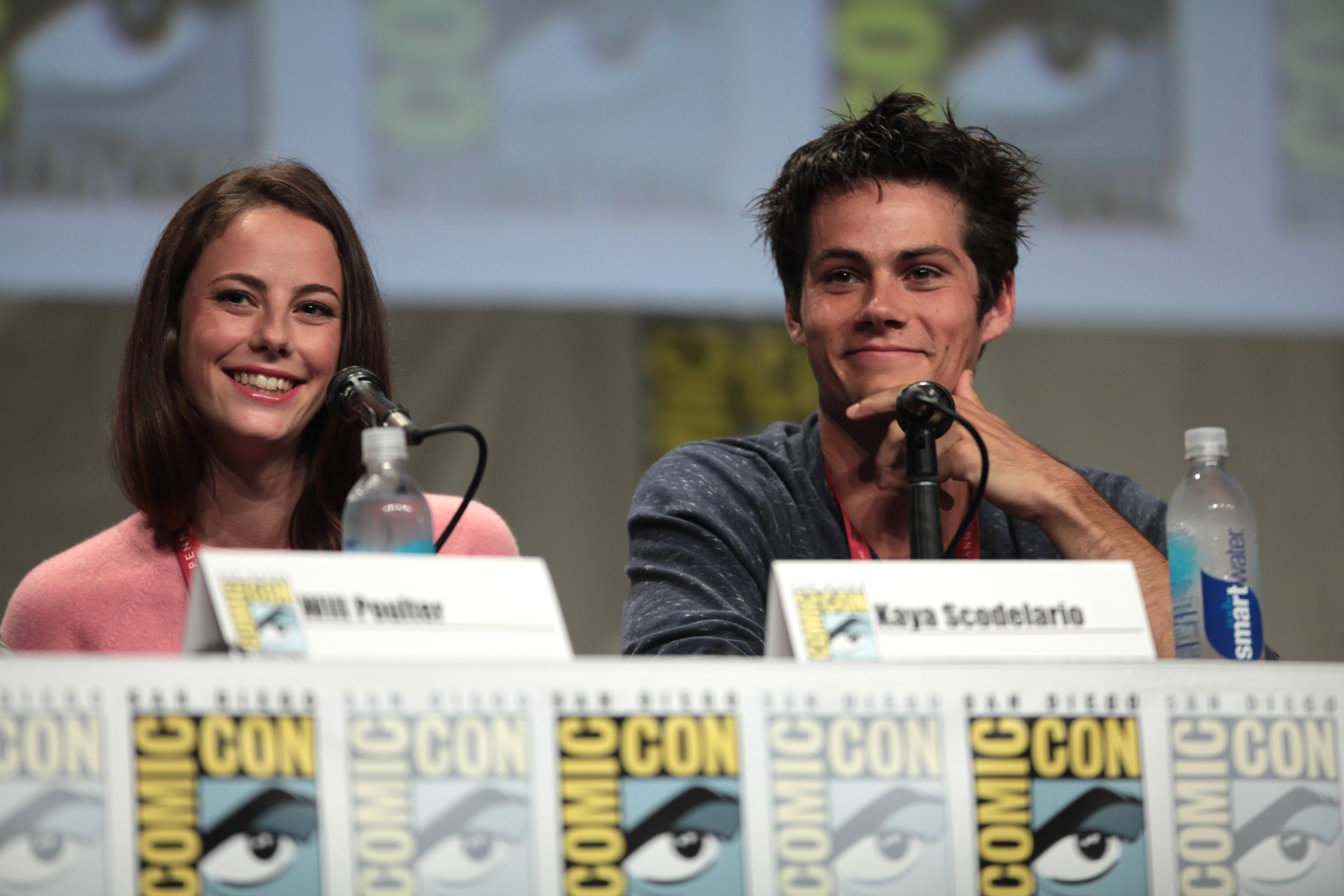
Kaya Scodelario and Dylan O'Brien at a panel for the Maze Runner film at San Diego Comic-Con International in July 2014

### Phim
| Year | Title                                            | Role                    | Notes      |
| ---- | ------------------------------------------------ | ----------------------- | ---------- |
| 2009 | Moon                                             | Eve Bell                |            |
| 2010 | Clash of the Titans                              | Peshet                  |            |
| 2010 | Shank                                            | Tasha                   |            |
| 2011 | Wuthering Heights                                | Catherine Earnshaw      |            |
| 2012 | Now Is Good                                      | Zoey Walker             |            |
| 2012 | Twenty8k                                         | Sally Weaver            |            |
| 2012 | Spike Island                                     | T-shirt Vendor          |            |
| 2013 | The Truth About Emanuel                          | Emanuel                 |            |
| 2013 | Walking Stories                                  | Sara Campbell           | Short film |
| 2014 | The Maze Runner                                  | Teresa                  |            |
| 2014 | Tiger House                                      | Kelly                   |            |
| 2014 | A Plea for Grimsby                               | Jone's Girlfriend       | Short film |
| 2015 | Maze Runner: The Scorch Trials                   | Teresa                  |            |
| 2017 | Pirates of the Caribbean: Dead Men Tell No Tales | Carina Smyth            |            |
| 2018 | Maze Runner: The Death Cure                      | Teresa                  |            |
| TBA  | The King's Daughter                              | Marie-Joséphe D'Alember |            |

### Truyền hình
| Year            | Title       | Role        | Notes                         |
| --------------- | ----------- | ----------- | ----------------------------- |
| 2007–2010, 2013 | Skins       | Effy Stonem | Main role (27 episodes)       |
| 2012            | True Love   | Karen       | 2 episodes: "Holly", "Adrian" |
| 2013            | Southcliffe | Anna        | Mini-series (4 episodes)      |

### Music videos
| Year | Title                   | Artist          |
| ---- | ----------------------- | --------------- |
| 2009 | "Stay Too Long"         | Plan B          |
| 2010 | "She Said"              | Plan B          |
| 2010 | "Old Isleworth"         | The Ruskins     |
| 2010 | '"Love Goes Down"       | Plan B          |
| 2011 | "Writing's on the Wall" | Plan B          |
| 2012 | "Candy"                 | Robbie Williams |

## Giải thưởng và đề cử
| Year | Award                            | Category | Work                    | Result    |
| ---- | -------------------------------- | --- | ----------------------- | --------- |
| 2008 | Golden Nymph                     | Outstanding Actress – Drama Series                                                                                          | Skins                   | Đề cử     |
| 2009 | TV Quick Awards                  | Best Actress | Skins                   | Đề cử     |
| 2010 | TV Quick Awards                  | Best Actress | Skins                   | Đề cử     |
| 2010 | Golden Nymph                     | Outstanding Actress – Drama Series                                                                                          | Skins                   | Đề cử     |
| 2012 | GLAMOUR Women of the Year Awards | PANDORA Breakthrough | Wuthering Heights       | Đề cử     |
| 2012 | Virgin Media Movie Awards        | Next Big Thing 2012 | —                       | Đề cử     |
| 2013 | Virgin Media Movie Awards        | Best Actress | True Love               | Đề cử     |
| 2013 | Ashland Independent Film Award   | Best Acting Ensemble: Feature Shared with Jessica Biel, Alfred Molina, Frances O'Connor, Jimmi Simpson, and Aneurin Barnard | The Truth About Emanuel | Đoạt giải |
| 2014 | GLAMOUR Women of the Year Awards | UK TV Actress | Skins/Southcliffe       | Đề cử     |
| 2015 | GLAMOUR Women of the Year Awards | NEXT Breakthrough | The Maze Runner         | Đề cử     |
| 2015 | Teen Choice Awards               | Choice Movie Actress: Action                                                                                                | The Maze Runner         | Đề cử     |
| 2015 | Capricho Awards                  | Best International Actress                                                                                                  | The Maze Runner         | Đề cử     |